# کولکه‌چاکا
کولکه‌چاکا (به اسپانیایی: Colquechaca) یک منطقهٔ مسکونی در بولیوی است که در استان چایانتا واقع شده‌است. کولکه‌چاکا ۱٬۸۱۶ نفر جمعیت دارد و ۴٬۱۷۰ متر بالاتر از سطح دریا واقع شده‌است.